# Académie royale militaire de Sandhurst
Pour les articles homonymes, voir Royal Military Academy.
L’Académie royale militaire de Sandhurst (Royal Military Academy Sandhurst ou RMA Sandhurst) est l'école de formation des élèves-officiers de la British Army et de ceux des pays étrangers liés par des accords de coopération.
Elle est située à Sandhurst dans le Berkshire, dans le district de Bracknell Forest.

## Historique
Cette école est issue de la fusion, en 1947 :
- de l'Académie militaire royale de Woolwich (Royal Military Academy, Woolwich), fondée en 1799 et spécialisée dans la formation des officiers du Génie, de l'Artillerie et des Transmissions ;
- du Collège militaire royal de Sandhurst (Royal Military College, Sandhurst), fondé en 1801, qui formait les officiers des autres armes (Cavalerie, Blindés, Infanterie, Intendance) ainsi que ceux affectés à l’Armée des Indes britanniques (depuis 1861).

De 1939 à 1947 les deux écoles furent fermées et les officiers suivirent une formation courte au sein de pelotons d’élèves-officiers, les Officer Cadet Training Units (OCTU).
La devise actuelle de Sandhurst est « Serve to Lead » (« Servir pour commander »). Elle figure sur l'insigne de casquette des élèves et personnels de l'académie.
L'ancienne devise, inscrite également sur l'insigne de casquette, jusqu'au règne de George VI, le père de la reine Élisabeth II était « vires acquirit eundo » soit « Elle (la Renommée) acquiert des forces dans sa course » (Virgile).
L'Académie est placée sous le commandement d'un général de division (Major General) appelé Commandant.

## Formation
De nos jours, l’Académie de Sandhurst, à la différence de l’École spéciale militaire de Saint-Cyr, ne délivre pas de diplôme. Les élèves-officiers doivent donc accomplir leurs études supérieures avant d’intégrer l’école sur concours niveau bac + 3 (recrutement direct). La formation de 44 semaines, sauf pour les médecins et les aumôniers, est suivie d’un passage en école d’application.
Tous les officiers de l’armée de terre sont formés à Sandhurst, mais les spécialistes (médecins, vétérinaires, aumôniers…) et ceux de l’armée territoriale ne suivent qu’un cours de trois semaines, car ils reçoivent leur brevet d'officier (Short Commission) pour une durée limitée et reconductible. Les officiers sont affectés dans le régiment de leur choix, en fin de scolarité, en fonction de leur classement, de la tradition familiale et des besoins de l'armée de terre.
Un officier britannique, à la différence d’un officier français, reste attaché à son régiment durant toute sa carrière et y accomplit la totalité de son temps de service, sauf cas de détachement, dans le Special Air Service par exemple. Dans ce cas, l’officier affiche toujours l’insigne de son régiment sur les pattes de col de son uniforme et parfois sur le béret, par exemple en cas d'affectation chez les parachutistes.
La plupart des officiers britanniques accomplissent une carrière dite courte, jusqu’au grade de commandant le plus souvent. Sauf exception, à moins d’avoir suivi l’École de Guerre (le Joint Services Command and Staff College (en) JSCSC) de Shrivenham (Oxfordshire), qui s’est substitué en 1997 aux écoles spécifiques aux différentes armes, un officier ne peut accéder au grade de lieutenant-colonel.
Les colonels et les généraux de brigade peuvent ensuite suivre une formation au Collège Interarmées de Défense (Royal College of Defence Studies) qui a remplacé en 1927 le Collège Impérial de Défense (Imperial Defence College).
Plus exigeante physiquement qu'un centre de formation de marines américains, aussi tatillonne sur le respect des traditions que les universités d'Oxford ou de Cambridge, la Royal Military Academy Sandhurst coule les officiers de l'armée de terre dans un moule uniforme sous la direction au quotidien des sous-officiers chargés de l'encadrement, élite de leur corps. La discipline est austère, en particulier pendant les cinq premières semaines. L’élève ne peut pas sortir de l’enceinte, n’a accès à aucun alcool et ne peut pas porter de vêtements civils. Lorsqu’il arrive en janvier, il apporte avec lui sa propre table à repasser et son cirage, mais une seule photo de sa famille.
Les parades des cadets de Sandhurst, véritables ballets militaires, sont célèbres par la perfection de leurs mouvements. C'est à minuit, dans la nuit qui suit chacune des trois Sovereign's Parades annuelles, que les cadets deviennent enfin officiers.
Parmi les anciens élèves de l'Académie royale militaire de Sandhurst, on peut citer, entre autres, les rois Hussein de Jordanie et Abdallah II de Jordanie, le grand-duc Henri et le grand-duc héritier Guillaume de Luxembourg, Sir Winston Churchill, les princes William et Harry d'Angleterre, mais aussi l'historien Antony Beevor, l'acteur David Niven ou le chanteur James Blunt.
Le prince Harry d'Angleterre a été nommé sous-lieutenant (Cornet) des Blues (Royal Horse Guards) le 12 avril 2006.

## Anciens professeurs de l’Académie
- François Jarry de Vrigny de La Villette (1733-1807)

## Anciens élèves de l’Académie militaire
- Louis Napoléon (1856-1879).
- Louis Conneau (1856-1930).
- Alphonse XII (1857-1885), roi d’Espagne.
- Winston Churchill (1874-1965).
- Christian-Victor de Schleswig-Holstein (1867-1900), petit-fils de la reine Victoria.
- Harold Alexander (1891-1969), général britannique pendant la Seconde Guerre Mondiale.
- Ian Fleming (1908-1964).
- David Nickson, baron Nickson (1929-), homme d'affaires britannique.
- Alexandre de Yougoslavie (né en 1945), prétendant au trône de Serbie[2].
- George Tupou V (1948-2012), roi de Tonga[3].
- Mohammed ben Zayed Al Nahyane (né en 1961), prince héritier des Émirats Arabes Unis.
- Tamim ben Hamad Al Thani (né en 1980), émir du Qatar.
- Rachid ben Mohammed Al Maktoum (1981-2015), prince héritier de Dubaï.
- Hamdan ben Mohammed Al Maktoum (né en 1982), prince héritier de Dubaï.
- Theyazin ben Haïtham (né en 1990), prince héritier d'Oman.
- Hussein ben Abdallah (né en 1994), prince héritier de Jordanie.

### Liens  externes
- Site officiel
- Ressource relative à la recherche :   - Global Research Identifier Database
- Notice dans un dictionnaire ou une encyclopédie généraliste :   - Britannica
- Notices d'autorité :   - VIAF
  - ISNI
  - LCCN
  - GND
  - Israël
  - WorldCat
- (en) « Site de la fondation Sandhurst. Nombreuses photographies à caractère historique »